# Capilla de Nuestra Señora de la Candelaria (Montebello)
La Capilla de Nuestra Señora de la Candelaria es un templo colombiano de culto católico dedicado a la Virgen María bajo la advocación de la Candelaria, está localizado en el corregimiento de Sabaletas del municipio de Montebello (Antioquia), y pertenece a la jurisdicción eclesiástica de la Diócesis de Caldas. La edificación es de estilo colonial, fue construida a principios del siglo XVII, declarada Monumento Nacional mediante el decreto 3003 de 1984 y restaurada por la Fundación Ferrocarril de Antioquia en el periodo comprendido entre 1997 y 2000. Su piso es en tierra compactada y sus muros en tapia de 80 cm de grosor, empañetados con boñiga y cal. El atrio está conformado por una plataforma de tres gradas estructuradas en piedra. En el interior se destacan los altares con sus retablos coloniales, con diseños simples que guardan en el centro a la Virgen de la Candelaria (Patrona del lugar) y a los lados la imagen de Santa Bárbara y San Antonio, se conservan la Custodia en Plata, antiguos ornamentos, un pequeño Cristo quiteño, las campanas y algunos cuadros.

## Características
La capilla se ubica en el pequeño caserío de Sabaletas, cuyo origen en el tiempo no ha sido determinado, aunque se sabe que data de los tiempo coloniales. Dicho caserío está localizado sobre una altiplanicie, con una sola calle angosta e irregular que remata en la capilla, único sitio que acoge a la población. El templo hace parte del paisaje del pequeño casco urbano del corregimiento, un hito fácilmente identificable y además, continúa cumpliendo su tarea en la vida de los feligreses. 
La capilla maneja un lenguaje sencillo, es de planta rectangular, cuenta con 535 m² área, su piso es en tierra compactada, sus muros en tapia de 80 cm de grosor, empañetados con boñiga y cal. Su interior está subdividido en tres naves, separadas por pilares de madera, los cuales se encuentran apoyados en mampostería de ladrillo. Estos pilares soportan soleras colocadas longitudinalmente y sirven de apoyos intermedios al techo de dos aguas en teja de barro, que cubre todo el recinto de la capilla y carece de cimborrio, cúpula o lumbrera.
La fachada principal es muy sencilla, cuenta con una ligera espadaña, el acceso principal está enmarcado por un arco de medio punto y sobre esta se encuentra una ventana.